# Јуровски Дол
Јуровски Дол (словен. Jurovski Dol) је насељено место и седиште општине Свети Јуриј в Словенских Горицах, Подравска регија, Словенија.

## Историја
До територијалне реорганизације у Словенији био је у саставу старе општине Ленарт.

## Становништво
У попису становништва из 2011. године, Јуровски Дол је имао 385 становника.
| Број становника према пописима | Број становника према пописима | Број становника према пописима |
| ------------------------------ | ------------------------------ | ------------------------------ |
| 1991                           | 2002                           | 2011                           |
| 349                            | 361                            | 385                            |

Напомена: Године 2017. извршена је мања размена територија између насеља Јуровски Дол и Мална.